# Ruth Ellen Maness

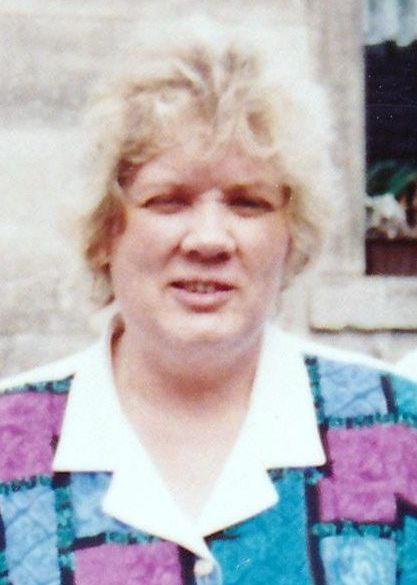

Ruth Ellen Maness (* 17. Oktober 1948 in Bountiful, USA; † 22. Juni 2017) war eine US-amerikanische Genealogin. Sie war auf deutsche und skandinavische Familienforschung spezialisiert und langjährige Mitarbeiterin der FamilySearch Bibliothek in Salt Lake City.

## Leben
Ruth Maness wurde in Bountiful im US-Bundesstaat Utah geboren. Sie erwarb ihre genealogische Ausbildung in den USA und war akkreditierte Genealogin mit Schwerpunkt auf deutschsprachige und skandinavische Quellen.
Als Mitglied der Kirche Jesu Christi der Heiligen der Letzten Tage arbeitete Maness mehrere Jahrzehnte in der FamilySearch Bibliothek in Salt Lake City, insbesondere als leitende Beraterin in der skandinavischen Referenzabteilung. Sie war sowohl in der Forschung als auch in der Ausbildung aktiv und unterrichtete an der Brigham Young University und auf verschiedenen Fachkonferenzen wie der National Genealogical Society (NGS) und der Federation of Genealogical Societies (FGS).
Neben ihrer Bibliothekstätigkeit veröffentlichte sie Beiträge in genealogischen Fachzeitschriften und wirkte an Handbüchern wie dem German and Scandinavian Research Guide mit.
Auch nach ihrer Pensionierung engagierte sich Maness weiterhin ehrenamtlich in der genealogischen Beratung. Ruth Ellen Maness starb am 22. Juni 2017 im Alter von 68 Jahren. Ihr Tod wurde in der genealogischen Fachwelt mit großer Anteilnahme aufgenommen.

## Veröffentlichungen
Ruth E. Maness: German and Scandinavian Research Guide. FamilySearch, Salt Lake City.